# 대한민국 야구 국가대표팀
대한민국 야구 국가대표팀은 대한민국의 야구 국가대표팀으로, KBO에 의해 구성된다. 1998년까지는 아마추어 선수들만 국제대회에 참여했으나, 1998년 아시안 게임부터는 프로 선수들도 참여하고 있다.

## 역사
한국 프로 야구가 출범하던 해인 1982년에 서울에서 개최된 1982년 아마추어 월드 시리즈의 사실상의 결승전이었던 일본전에서 김재박의 개구리 번트와 한대화의 역전 쓰리런으로 극적인 우승을 차지해 프로야구의 인기가 올라가는데 큰 역할을 했는데 이 대회 외에도  1980년 세계야구선수권대회 준우승, 1983년 아시아 야구 선수권 대회 우승 당시 대부분 멤버들이 병역특례 혜택을 받았다.
그 후 1990년대 중반, 프로야구의 방위병 제도가 폐지되자, 야구를 하면서 병역 문제를 해결할 방법이 상무 외에는 사실상 사라졌다. 이 때부터 아마추어로만 구성되던 국가대표팀은 프로로 전환되어 선발되었다.
1998년 아시안 게임에서는 박찬호, 김병현, 서재응과 같은 메이저리거와 다수의 프로 선수들이 참여하여 당시 아마추어 선수들만 참여하던 아시안 게임에서 손쉽게 우승을 차지했다. 2000년 하계 올림픽에서는 동메달 결정전 구대성의 완투승으로 동메달을 차지하여 올림픽 야구 사상 첫 메달을 차지하였고, 2002년 아시안 게임에서는 대회 2연패에 성공하였다.
그러나 김재박이 이끌던 2004년 하계 올림픽에서는 예선에서 탈락해 본선 진출에 실패하였고, 곧이어 병역 비리가 터지면서 대한민국 야구는 침체기를 맞게 된다.
그러던 2006년, 제1회 월드 베이스볼 클래식이 개최되고 박찬호, 김선우, 봉중근, 구대성, 김병현, 최희섭, 서재응을 비롯한 다수의 해외파가 참가한 가운데, 숙적의 라이벌 일본에게 2연승을 거두는 등 4강까지 올라갔지만, 준결승전에서 패배하여 4강에 머물고 말았다. 수많은 메이저리거가 소속된 국가를 이기고 4강까지 올라가자, 대한민국 정부는 2002년 FIFA 월드컵에서 4강에 진출하자 병역 특례를 준 것처럼 병역 혜택을 주면서 모두 11명이 병역 특례를 받게 되었다.
그리고 2013년 월드 베이스볼 클래식 조별 리그 B조에서 대한민국이 2승 1패로 같은 중화 타이베이와 네덜란드하고 승점이 같아졌고, 승자승(HTH)까지도 같아졌지만 득실차(TQB)에서 밀려 조 3위로 아쉽게 2라운드 진출에 실패했다.

## 대회 기록

### 올림픽 성적
| 본선    | 본선      | 본선      | 본선      | 본선      | 본선      | 최종예선                         | 최종예선                         | 최종예선                         | 최종예선                         |
| 연도    | 결과      | 경기      | 승        | 무        | 패        | 경기                             | 승                               | 무                               | 패                               |
| ------- | --------- | --------- | --------- | --------- | --------- | -------------------------------- | -------------------------------- | -------------------------------- | -------------------------------- |
| 1984년  | 4위       | 5         | 2         | 0         | 3         | 1982년 아마추어 월드 시리즈 우승 | 1982년 아마추어 월드 시리즈 우승 | 1982년 아마추어 월드 시리즈 우승 | 1982년 아마추어 월드 시리즈 우승 |
| 1988년1 | 4위       | 5         | 2         | 0         | 3         | 개최도시                         | 개최도시                         | 개최도시                         | 개최도시                         |
| 1992년  | 예선 탈락 | 예선 탈락 | 예선 탈락 | 예선 탈락 | 예선 탈락 | 1991년 아시아선수권대회 3위      | 1991년 아시아선수권대회 3위      | 1991년 아시아선수권대회 3위      | 1991년 아시아선수권대회 3위      |
| 1996년  | 조별(8위) | 7         | 1         | 0         | 6         | 1995년 아시아선수권대회 준우승   | 1995년 아시아선수권대회 준우승   | 1995년 아시아선수권대회 준우승   | 1995년 아시아선수권대회 준우승   |
| 2000년  | 3위       | 9         | 5         | 0         | 4         | 1999년 아시아선수권대회 우승     | 1999년 아시아선수권대회 우승     | 1999년 아시아선수권대회 우승     | 1999년 아시아선수권대회 우승     |
| 2004년  | 예선 탈락 | 예선 탈락 | 예선 탈락 | 예선 탈락 | 예선 탈락 | 2003년 아시아선수권대회 3위1     | 2003년 아시아선수권대회 3위1     | 2003년 아시아선수권대회 3위1     | 2003년 아시아선수권대회 3위1     |
| 2008년  | 우승      | 9         | 9         | 0         | 0         | 7                                | 7                                | 0                                | 0                                |
| 2020년  | 4위       | 7         | 3         | 0         | 4         | 2019년 WBSC 프리미어12 준우승    | 2019년 WBSC 프리미어12 준우승    | 2019년 WBSC 프리미어12 준우승    | 2019년 WBSC 프리미어12 준우승    |
| 2028년  |           |           |           |           |           |                                  |                                  |                                  |                                  |
| 합계    | 6/8       | 42        | 22        | 0         | 20        | 7                                | 7                                | 0                                | 0                                |

### 아시안 게임 성적
| 연도   | 결과   | 경기 | 승 | 무 | 패 |
| ------ | ------ | ---- | -- | -- | -- |
| 1994년 | 준우승 | 4    | 3  | 0  | 1  |
| 1998년 | 우승   | 6    | 6  | 0  | 0  |
| 2002년 | 우승   | 6    | 6  | 0  | 0  |
| 2006년 | 3위    | 5    | 3  | 0  | 2  |
| 2010년 | 우승   | 5    | 5  | 0  | 0  |
| 2014년 | 우승   | 5    | 5  | 0  | 0  |
| 2018년 | 우승   | 5    | 4  | 0  | 1  |
| 2022년 | 우승   | 6    | 5  | 0  | 1  |
| 2026년 |        |      |    |    |    |
| 합계   | 8/8    | 47   | 42 | 0  | 5  |

### 월드 베이스볼 클래식 성적
| 본선   | 본선     | 본선 | 본선 | 본선 | 예선     | 예선     | 예선     |
| 년도   | 결과     | 경기 | 승   | 패   | 경기     | 승       | 패       |
| ------ | -------- | ---- | ---- | ---- | -------- | -------- | -------- |
| 2006년 | 4강      | 7    | 6    | 1    | 없음     | 없음     | 없음     |
| 2009년 | 준우승   | 9    | 6    | 3    | 없음     | 없음     | 없음     |
| 2013년 | 1라운드  | 3    | 2    | 1    | 자동참가 | 자동참가 | 자동참가 |
| 2017년 | 1라운드  | 3    | 1    | 2    | 자동참가 | 자동참가 | 자동참가 |
| 2023년 | 1라운드  | 4    | 2    | 2    | 자동참가 | 자동참가 | 자동참가 |
| 2026년 |          |      |      |      |          |          |          |
| 합계   | 5회 진출 | 26   | 17   | 9    |          |          |          |

### 프리미어 12 성적
| 연도   | 결과     | 경기 | 승 | 패 |
| ------ | -------- | ---- | -- | -- |
| 2015년 | 우승     | 8    | 6  | 2  |
| 2019년 | 준우승   | 8    | 5  | 3  |
| 2024년 | 1라운드  | 5    | 3  | 2  |
| 합계   | 3회 진출 | 21   | 14 | 7  |

### 아시아 프로야구 챔피언십 성적
| 연도   | 결과     | 경기 | 승 | 패 |
| ------ | -------- | ---- | -- | -- |
| 2017년 | 준우승   | 3    | 1  | 2  |
| 2023년 | 준우승   | 4    | 2  | 2  |
| 합계   | 2회 진출 | 7    | 3  | 4  |

### 아시아 야구 선수권 대회

#### 2003년 전 아시아 야구 선수권 기록
| - 1967년 : 준우승 - 1969년 : 4위 - 1971년 : 우승 |  | - 1973년 : 준우승 - 1975년 : 우승 - 1983년 : 우승 - 1985년 : 준우승 - 1987년 : 3위 - 1989년 : 우승 - 1991년 : 3위 |  | - 1993년 : 준우승 - 1995년 : 준우승 - 1997년 : 우승 - 1999년 : 우승 - 2001년 : 준우승 |

#### 2003년 후 아시아 야구 선수권 기록
| 연도   | 결과   | 경기 | 승 | 무 | 패 |
| ------ | ------ | ---- | -- | -- | -- |
| 1954년 | 3위    | 3    | 1  | 0  | 2  |
| 1955년 | 3위    | 6    | 2  | 0  | 4  |
| 1959년 | 준우승 | 6    | 4  | 0  | 2  |
| 1962년 | 준우승 | 6    | 3  | 0  | 3  |
| 1963년 | 우승   | 6    | 5  | 0  | 1  |
| 1965년 | 준우승 | 6    | 3  | 1  | 2  |
| 2003년 | 3위    | 3    | 1  | 0  | 2  |
| 2005년 | 4위    | 3    | 1  | 0  | 2  |
| 2007년 | 준우승 | 3    | 2  | 0  | 1  |
| 2009년 | 3위    | 3    | 1  | 0  | 2  |
| 2012년 | 3위    | 5    | 3  | 0  | 2  |
| 합계   | 5/5    | 17   | 8  | 0  | 9  |

| 연도 | 개최지     |   | 순위 | 승 | 패 |  | # of teams |
| 1976 | 카프타헤나 | 6 | 5    | 5  | 11 |  |            |
| 1978 | 로마       | 3 | 9    | 2  | 11 |  |            |
| 1980 | 도쿄       | 2 | 9    | 2  | 12 |  |            |
| 1982 | 서울       | 1 | 8    | 1  | 10 |  |            |
| 1984 | 아바나     | 5 | 5    | 7  | 13 |  |            |
| 1986 | 암스테르담 | 2 | 8    | 3  | 12 |  |            |
| 1988 | 로마       | 8 | 5    | 6  | 12 |  |            |
| 1990 | 에드먼턴   | 3 | 5    | 4  | 12 |  |            |
| 1994 | 마나과     | 2 | 7    | 3  | 16 |  |            |
| 1998 | 로마       | 2 | 6    | 4  | 16 |  |            |
| 2001 | 타이베이   | 6 | 6    | 4  | 16 |  |            |
| 2003 | 아바나     | 8 | 3    | 6  | 16 |  |            |
| 2005 | 로테르담   | 2 | 7    | 4  | 18 |  |            |
| 2007 | 타이베이   | 5 | 6    | 4  | 16 |  |            |
| 2009 | 네트로     | 9 | 4    | 6  | 22 |  |            |
| 2011 | 파나마     | 6 | 6    | 6  | 16 |  |            |

| 연도 | 개최지         |   | 순위 | 승 | 패 |  | # of teams |
| 1975 | 캐나다         | 5 | 3    | 4  | 8  |  |            |
| 1977 | 마나과         | 1 | 10   | 4  | 9  |  |            |
| 1981 | 에드먼턴       | 4 | 5    | 4  | 8  |  |            |
| 1983 | 안트페르펜     | 5 | 3    | 3  | 7  |  |            |
| 1985 | 에드먼턴       | 2 | 6    | 3  | 8  |  |            |
| 1987 | 아바나         | 6 | 6    | 7  | 10 |  |            |
| 1989 | 산후안         | 4 | 3    | 5  | 8  |  |            |
| 1991 | 바르셀로나     | 5 | 6    | 3  | 10 |  |            |
| 1993 | 이탈리아       | 5 | 5    | 4  | 10 |  |            |
| 1995 | 아바나         | 4 | 5    | 4  | 12 |  |            |
| 1999 | 오스트레일리아 | 7 | 2    | 5  | 8  |  |            |
| 2002 | 아바나         | 2 | 7    | 3  | 10 |  |            |
| 2006 | 타이중         | 7 | 3    | 6  | 8  |  |            |
| 2010 | 타이중         | 6 | 3    | 5  | 10 |  |            |

### 동아시아 경기 대회 성적
| 연도   | 결과   | 경기 | 승 | 무 | 패 |
| ------ | ------ | ---- | -- | -- | -- |
| 2013년 | 준우승 | 8    | 6  | 0  | 2  |
| 합계   | 1/1    | 8    | 6  | 0  | 2  |

## 논란

### 2009년 WBC 대회 직전 감독 선임 문제
2009 WBC 대회 직전의 대한민국 야구 국가대표팀은 2008 베이징 올림픽 야구 금메달의 성과에 기대가 한껏 부풀어 있었다. 아쉽게 단 한경기를 지고서도 4강에 머무른 2006 1회 WBC의 아쉬움과 함께 군 미필 상태인 젊은 선수들(최정, 박기혁 등)은 군 면제도 기대한 데다가 온 국민이 열광하는 스포츠가 된 야구, 특히 한일전에 시선이 쏠렸다. 하지만 KBO는 WBC 대표팀 감독 선임을 두고 고민에 빠졌다. 감독 1순위는 작년 KBO 리그 준우승 팀(두산 베어스)의 감독이자 올림픽 전승 우승의 장본인인 김경문 감독이었는데, 김경문 감독이 베이징 올림픽 당시에도 장기간 팀을 비웠다는 이유로 고사했다. 또한 1순위였던 작년 프로 야구 우승 팀(SK 와이번스)의 감독인 김성근 감독은 구단 SK 와이번스의 WBC 감독 차출 승인을 하였지만 WBC 감독 선임일이던 2008년 11월 5일 당시 인터뷰에서 ’내 성격 알지 않느냐, 일단 맡으면 끝장을 봐야 하는데, 그러다가 내가 쓰러지면 에스케이는 어떻게 되느냐’는 이해할 수 없는 건강 문제로 거절하였다. 그렇게 되자 여론은 자연히 1회 WBC 감독인 김인식 감독으로 쏠렸고, 뇌경색 수술을 받고 다리가 불편한 상태에서 WBC 대표팀을 맡게 된다. 그 후유증으로 김인식 감독이 이끌던 한화 이글스는 2009년 프로야구 최하위인 8위에 그치고, 김인식 감독은 재계약에 실패하고 구단 고문직에 앉게 된다. 여론이 고사했던 김성근 SK 감독에게 비판적으로 쏠렸으나 침묵으로 일관하였고 1년 후 2009 한국시리즈 이후 박동희 기자와의 인터뷰에 응하였으나 여론의 물매를 받게 되었다.

### 2009년 WBC 선수단의 포상금 문제
추신수, 이대호, 이용규, 이진영, 손민한, 김현수 등 2009년 제2회 WBC 대회에 참가한 28명의 국가대표 선수들이 KBO를 상대로 포상금 문제로 소송을 제기했다. KBO는 선수들에게 상금 100만 달러에 한해서 포상금으로 지급한다는 방침이며 선수 1인당 돌아가는 금액은 3200만 원이다. 하지만 선수들은 준우승 상금 등으로 받은 300만 달러에서 경비와 세금을 제외하고 선수 1인당 9200여만 원씩 지급해야 한다고 주장하고 있다.

## 국가대표팀 명단
|}
|}

## 역대 감독
| 이름   | 당시 소속     | 게임 종류                                           | 성적       | 경기수 | 승 | 패 | 승률 (%) | 생일                   |
| ------ | ------------- | --------------------------------------------------- | ---------- | ------ | -- | -- | -------- | ---------------------- |
| 김인식 | 두산 베어스   | 2002년 부산 아시안 게임                             | 금메달     | 6      | 6  | 0  | 100.0    | 1947년 5월 1일(78세)   |
| 김인식 | 한화 이글스   | 2006년 월드 베이스볼 클래식                         | 3위        | 7      | 6  | 1  | 85.7     | 1947년 5월 1일(78세)   |
| 김경문 | 두산 베어스   | 2008년 베이징 올림픽                                | 금메달     | 19     | 17 | 2  | 89.4     | 1958년 11월 1일(66세)  |
| 김인식 | 한화 이글스   | 2009년 월드 베이스볼 클래식                         | 준우승     | 9      | 6  | 3  | 66.6     | 1947년 5월 1일(78세)   |
| 조범현 | KIA 타이거즈  | 2010년 광저우 아시안 게임                           | 금메달     | 5      | 5  | 0  | 100.0    | 1959년 10월 1일(65세)  |
| 류중일 | 삼성 라이온즈 | 2013년 월드 베이스볼 클래식 2014년 인천 아시안 게임 | 9위 금메달 | 8      | 7  | 1  | 87.5     | 1963년 4월 28일(62세)  |
| 김인식 |               | 2015년 WBSC 프리미어 12 2017년 월드 베이스볼 클래식 | 우승 11위  | 11     | 7  | 4  | 63.6     | 1947년 5월 1일(78세)   |
| 선동열 |               | 2018년 자카르타 팔렘방 아시안 게임                  | 금메달     | 9      | 6  | 3  |          | 1962년 12월 15일(62세) |
| 김경문 |               | 2019년 WBSC 프리미어 12 2020년 도쿄 올림픽          | 준우승 4위 | 15     | 8  | 7  |          | 1958년 11월 1일(66세)  |
| 이강철 | Kt wiz        | 2023년 월드 베이스볼 클래식                         | 9위        | 4      | 2  | 2  |          | 1966년 5월 24일(59세)  |
| 류중일 |               | 2022년 항저우 아시안 게임                           | 금메달     | 10     | 7  | 3  |          | 1963년 4월 28일(62세)  |
| 류지현 |               | 2026년 월드 베이스볼 클래식                         |            |        |    |    |          | 1971년 5월 25일(54세)  |

## 같이 보기
- 국제 야구 연맹 (IBAF)
- 야구 월드컵
- 아시아 야구 선수권 대회
- 아시아 프로야구 챔피언십 (APBC)